# Bormujos
Bormujos – gmina w Hiszpanii, w prowincji Sewilla, w Andaluzji, o powierzchni 12,17 km². W 2011 roku gmina liczyła 20 345 mieszkańców.